# Штефан Іван Дем'янович
Штефан Іван Дем'янович (* 1878, Козельщина — сучасного Кременчуцького району — † 1938) — український політичний і державний діяч, голова Катеринославського комітету поштово-телеграфних службовців, член ЦК УПСР. Міністр пошт і телеграфу УНР в уряді В. Чехівського (грудень 1918 — лютий 1919 рр.). Член Закордонної делегації УПСР (1919–1922). Повернувся в Україну. Засуджений у 1931 р. за політичною статтею 58-11 карного кодексу РСФСР на 3 роки. У 1937 р. в Карелії обіймав посаду начальника відділення у відділі загального постачання управління Біломорканалу. Заарештований 9 жовтня 1937 р., вирок особливої трійки Ленінградської області від 19 грудня 1937 р. — найвища міра покарання. Вирок виконано 8 січня 1938 р. в Сандармосі.